# Lepidopilidium laevisetum
Lepidopilidium laevisetum är en bladmossart som beskrevs av Brotherus 1907. Lepidopilidium laevisetum ingår i släktet Lepidopilidium och familjen Hookeriaceae. Inga underarter finns listade i Catalogue of Life.